# 王乃彦
王 乃彦（おう ないげん、ワン・ナイヤン、1935年11月21日 - ）は、福建省福州出身の、中国の原子核物理学者、学家，中国科学院院士、中国核工業集団科学技術委員会高級顧問、中国原子能科学研究院副院長、研究員、『中国物理学報（中国物理学报）』主編、また、国家自然科学基金委員会副主任、核工業研究生部主任、太平洋地区核理事会理事長、中国核学会理事長。

## 経歴
1935年11月21日、王乃彦は中華民国時代の福建省福州に生まれた。1942年から1949年にかけて福州第三中学と福州第一中学に学び、1952年に北京大学で物理学系に入学し、1955年から原子核結合エネルギー領域を学び始め、1956年には北京大学技術物理系を卒業して、中国における原子核物理学分野の首席卒業生となった。
卒業後、王乃彦は中国原子能科学研究院の銭三強のグループに入り、中性子分光法研究に携わった。1959年、ソビエト連邦に赴き、ドゥブナ合同原子核研究所で研究に従事し、1965年には中ソ対立を契機に帰国しt。1966年から1980年にかけて、王乃彦は中華人民共和国核工業部第九研究院で研究に従事した。1986年から1987年にかけて、日本の名古屋大学プラズマ研究所に滞在して研究に取り組んだ。1993年には中国科学院院士に選出され、1997年から2004年にかけては国家自然科学基金委員会数理学部主任を担当した。
2004年には、世界核科学理事会全球賞（全球奖）を受賞した。